# Ingegärd Fredin

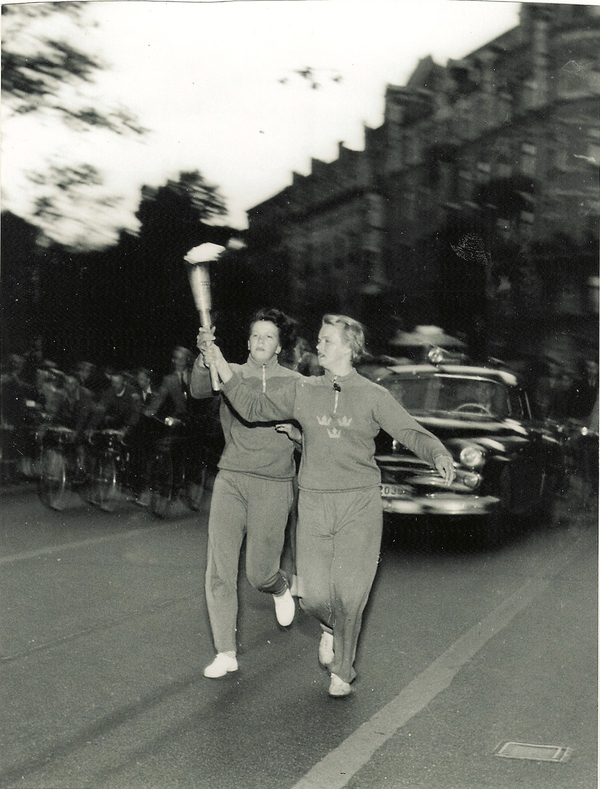
Ingegärd Fredin, till höger, lämnar över den olympiska elden till klubbkamraten Ulla-Britt Eklund vid Nybroplan i Stockholm 1952

Ingegärd Fredin, född 27 oktober 1930 i Söderhamn, död den 18 juni 2020 i Kirkland, Washington, var en svensk simmare. Vid olympiska spelen i London 1948 blev hon femma i finalen på 100 meter frisim och vid OS 1952 i Helsingfors deltog hon i det svenska lag, som nådde en sjätteplacering på 4x100 meter frisim. Vid sim-EM 1947 blev hon fyra i finalen på 100 meter frisim. 
Ingegärd Fredin blev femfaldig svensk mästarinna på 100 meter frisim 1945-1949 och på 400 meter frisim 1952. Vid europamästerskapen i simning i Wien 1950 blev Ingegärd Fredin bronsmedaljör med det svenska laget på 4x100 meter frisim, där hon simmade tredje sträckan.
Ingegärd Fredin var femfaldig svensk mästare på 100 meter ryggsim, 1947-1950 och 1952.
I den grenen deltog hon även vid olympiska spelen i London, där hon dock inte nådde final. I London-OS deltog hon även i Sveriges lag på 4x100 meter frisim.
Hon var under senare delen av 1940-talet och början av 1950-talet Sveriges främsta 100-meters frisimmerska. Hennes bästa tid på 100 meter frisim var 1.07,9.
Ingegärd Fredin tävlade för klubbarna Ängby SS, IFK Stockholm och SK Neptun. För SK Neptun blev hon 1952 svensk mästare i såväl 4x100 meter frisim, tillsammans med Ingegerd Lindfeldt, Maud Berglund och Ulla-Britt Eklund, som 4x100 meter medley.